# Electra (supercomputadora)
Electra es una supercomputadora ubicada en el Centro de Investigación Ames, cuyo hardware fue provisto por Hewlett Packard Enterprise. Fue construida en 2016 y puesta en servicio en 2017.
Se trata del primer prototipo modular diseñado por la NASA, como parte de sus investigaciones en torno a una supercomputación más eficiente. Sus investigaciones resultaron en la supercomputadora Aitken, destinada a la investigación en torno a los próximos viajes a la luna.
Cuenta con 2.304 nodos HPE SGI 8600 y SGI ICE X, cada uno con una CPU dual Intel Xeon de segunda generación, lo que entrega hasta 8.32 petaflops teóricos, y 5.44 petaflops LINPACK a junio de 2019.
Electra estuvo en el 12º lugar entre las supercomputadoras más poderosas en Estados Unidos, y en el 33.eɽ lugar mundial, en la lista TOP500 de noviembre de 2018.